# Batman (datorspel)
Batman är titeln på ett datorspel som finns i flera versioner. Det första spelet konstruerades av Bernie Drummond och Jon Ritman, för Ocean Software år 1986, se Batman (datorspel, 1986). Det andra utvecklades av Ocean Software och släpptes 1989 i samband med att filmen hade premiär, se Batman (Ocean). Det tredje utvecklades av Sunsoft och släpptes 1990, se Batman (Sega Mega Drive-spel). Det fjärde utvecklades av Data East och släpptes 1990, se Batman (arkadspel 1990).